# Bangladesben történt légi közlekedési balesetek listája
A Bangladesben történt légi közlekedési balesetek listája mind a halálos áldozattal járó, mind pedig a kisebb balesetek, meghibásodások miatt történt, gyakran csak az adott légiforgalmi járművet érintő baleseteket is tartalmazza évenkénti bontásban.

## Bangladesben történt légi közlekedési balesetek

### 1966
- 1966. február 2., Faridpur közelében. A Pakistan International légitársaság Sikorsky S-61N típusú helikoptere lezuhant. A gépen utazó 21 fő utasból és 3 fő személyzet tagjai közül csak egy fő élte túl a balesetet.[1]